# Glinik Polski (Subcarpacia)
Glinik Polski [pronunciación en polaco: /ˈɡlinik ˈpɔlski/] es un pueblo en el distrito administrativo de Gmina Tarnowiec, dentro del Distrito de Jasło, Voivodato de Subcarpacia, en el sudeste de Polonia. Se encuentra aproximadamente 8 kilómetros al sur de Tarnowiec, 10 kilómetros al sudeste de Jasło, y 51 kilómetros al sudoeste de la capital regional, Rzeszów.
El pueblo tiene una población de 530 habitantes.